# سن ویسنته د تاگوآ تاگوآ
سن ویسنته د تاگوآ تاگوآ (به اسپانیایی: San Vicente de Tagua Tagua) یک شهرستان در شیلی است که در کاچاپوآل واقع شده‌است. سن ویسنته د تاگوآ تاگوآ ۴۷۵٫۸ کیلومتر مربع مساحت و ۴۴٬۰۴۶ نفر جمعیت دارد و ۲۰۶ متر بالاتر از سطح دریا واقع شده‌است.